# Jesse Cornplanter

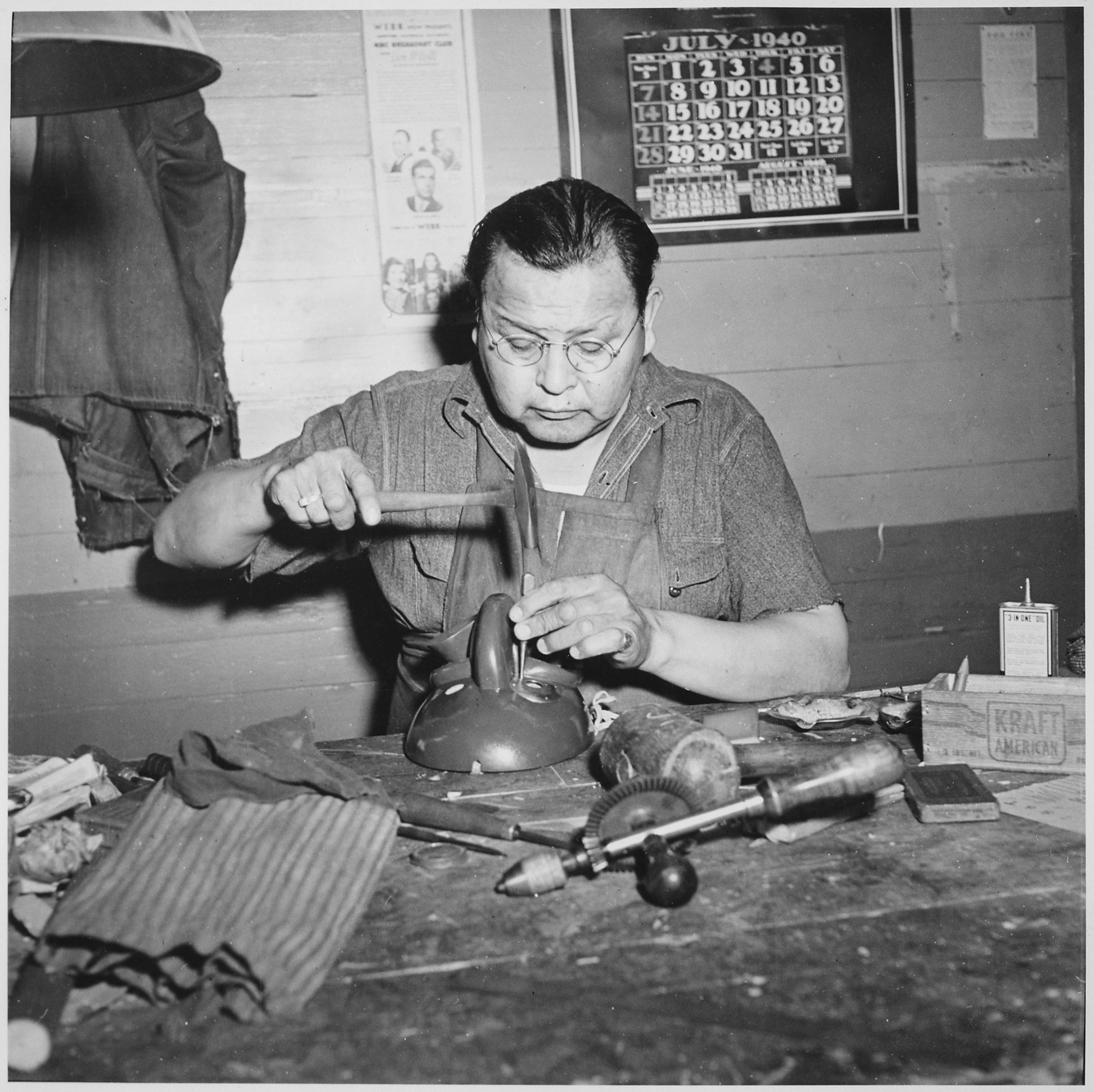
Jesse Cornplanter.

Hayonhwonhish, conocido como Jesse Cornplanter (Cattaraugus, Nueva York, 1889—1957), era un indio seneca descendiente del caudillo Cornplanter, e hijo de Edward Cornplanter Sosondowah, guardián de la religión de la Casa Larga. Luchó en la Primera Guerra Mundial, donde fue herido y condecorado, y se hizo amigo de Arthur C. Parker. Dibujante y escultor de máscaras, participó en diversas investigaciones antropológicas y editó el libro Legends of the Longhouse, told to Sah-Nee-Wah, the white sister (1963).